# ترجمة روسية (مسلسل)

أفيش المسلسل

ترجمة روسية (بالروسية:'РУССКИЙ ПЕРЕВОД) مسلسل تليفزيوني روسي تم إنتاجه 2006 وعرض عام 2007 في القناة الأولي الروسية.
والمسلسل مقتبس من رواية «الصحافي» للكاتب ومؤسس وكالة التحقيقات الصحفية الروسي اندري كنستانتينوف هي الرواية الأولي من نوعها التي تدور أحداثها في اليمن الديمقراطي وليبيا بين 1984-1991
وتحكي حكاية المترجمين المستشرقين الروس الذين كانوا يؤدون واجبهم وعملهم جنب الخبراء العسكريين السوفييت في اطار التعاون العسكري بين بلادهم والدول العربية.
والمؤلف نفسه عمل مترجما للغة العربية في لواء المظلات قرب عدن ثم بالقاعدة الجوية القريبة من بنغازي في الفترة الزمنية المذكورة بل وانه اصرعلي أدبية كتابه وعلي عدم تطابق الأشخاص واللأماكن والأحداث كما هي في الكتاب مع الأشخاص والأماكن والأحداث الحقيقية التاريخية فان حدث مثل هذا التطابق فليس إلا من قبيل الصدفة.
أما الفيلم «ترجمة روسية» فهو محاولة نقل تلك الرواية لاندري كستانتينوف الي شاشات التلفزيون والفيديو، وعلي الرغم كون اللغة الروسية لغة فيلم أساسية تلعب اللغة العربية ولهجاتها دورا هاما في مشاهد الفيلم أيضا كاحد ابطال المسلسل

## روابط خارجية
- ترجمة روسية على موقع IMDb (الإنجليزية)
- ترجمة روسية على موقع كينوبويسك (الروسية)
- ترجمة روسية على موقع قاعدة بيانات الفيلم (الإنجليزية)